# سییروئلو د آباخو
سییروئلو د آباخو (به اسپانیایی: Cilleruelo de Abajo) یک شهرستان در اسپانیا است.